# Аріан панамський
Аріа́н панамський (Polyerata decora) — вид серпокрильцеподібних птахів родини колібрієвих (Trochilidae). Мешкає в Коста-Риці і Панамі. Раніше вважався конспецифічним з блакитноволим аріаном, однак був визнаний окремим видом.

## Опис
Довжина птаха становить 9,6—10,4 см, самці важать 4,74 г. Виду притаманний статевий диморфізм. 
У самців тім'я, шия і щоки зелені, блискучі з блакитнуватим відблиском. Верхня частина тіла і боки тьмяно-зелені, підборіддя бронзове. На нижній частині горла і грудях яскраво-синя пляма, окаймлена сіруватими плямками. Нижня частина живота сірувато-коричнева, гузка коричнева. Хвіст бронзово-зелений, центральні стернові пера тьмяно-зелені з бронзовим відблиском, крайні стернові пера чорнуваті. Дзьоб середньої довжини, прямий, чорнуватий, знизу біля основи червонуватий.
У самиць тім'я зелене, блискуче, горло поцятковане бірюзовими або блакитними плямами з широкими білими краями. Живіт блідіший, ніж у самців. Стернові пера поцятковані сіруватими плямами. Надхвістя і хвіст більш зелені, ніж у самців, бірюзово-фіолетовий відблиск в оперенні хвоста менш виражений. Забарвлення молодих птахів є подібним до забарвлення самиць, горло і груди у них тьмяно-бронзово-зелені, пера мають широкі блідо-коричневі краї.

## Поширення і екологія
Панамські аріани мешкають на тихоокеанських схилах південно-західної Коста-Рики та північно-західної Панами. Вони живуть у вологих тропічних лісах, на узліссях і галявинах, у рідколіссях, на плантаціях і в садах. Вони уникають густих тропічних лісів і частіше зустрічаються на відкритих місцевостях, часто на берегах річок і струмків. Панамські аріани поширені на рівнинах і в передгір'ях Кордильєри-Сентраль і Кордильєри-де-Таламанки. У Панамі вони зустрічаються на висоті до 1580 м над рівнем моря, переважно на висоті до 1200 м над рівнем моря.

## Поведінка
Панамські аріани живляться нектаром квітучих дерев і чагарників, зокрема з родів Inga і Hamelia, а також нектаром епіфітів, зокрема з родів Satyria і Heliconia. Також вони доповнюють свій раціон дрібними безхребетними. Іноді захищають кормові території. Сезон розмноження в Коста-Риці триває з грудня по січень і з травня по липень-серпень. До 12 самців збираються на токовищах, приваблюючи самиць співом. Гніздо чашоподібне, глибоке, робиться з рослинних волокон, павутиння й папороті, розміщується на горизонтальній гілці дерева або чагарника, на висоті 2—4 м над землею.